# Quintus Sertorius
Quintus Sertorius (123 TCN-72 TCN) là một chính khách và thống chế La Mã. Ông sinh ra tại Nursia, thuộc vùng Sabine vào khoảng năm 124 TCN.

## Sự nghiệp chính trị
Sau khi đạt được một số tiếng tăm ở Rome như một luật gia và một nhà hùng biện,ông bắt đầu sự nghiệp quân sự. Chiến dịch tham gia đầu tiên là dưới quyền Quintus Servilius Caepio tại trận Arausio, nơi mà ông ta thể hiện sự can đảm phi thường. Phục vụ dưới quyền Gaius Marius năm 102 TCN, Sertorius đã thành công trong vai trò lính do thám về sự di chuyển của các bộ tộc German mà đã đánh bại Caepio. Sau thành công này, ông tham gia vào trận đánh lớn Trận Aquae Sextiae (nay là Aix-en-Provence, Pháp) mà người Teutones đã chịu thất bại quyết định.Năm 97 TCN ,ông phục vụ ở Hispania (bán đảo Iberian bao gồm Tây Ban Nha và Bồ Đào Nha) như là lực lượng bảo vệ quan bảo dân dưới quyền Titus Didius.
Năm 91 TCN, ông đảm nhận chức quan coi quỹ ở Cisalpine Gaul, nơi ông phụ trách tuyển dụng và đào tạo lính lê dương cho cuộc chiến tranh đồng minh.Trong thời gian này, ông gặp phải một vết thương làm cho ông bị mất một mắt. Sau khi ông trở về Rome ông chạy đua tới chức quan bảo dân nhưng Lucius Cornelius Sulla cản trở nỗ lực của ông (chưa rõ nguyên nhân ).Đây là lý do Sertorius chống lại ông ta.
Sau khi Sulla buộc Marius phải tha hương và Sulla rời Rome để chống lại Mithridates, 
bạo lực lại xảy ra giữa phe Optimates được lãnh đạo bởi chấp chính quan Gnaeus Octavius, và phe Populares,được lãnh đạo bởi chấp chính quan Lucius Cornelius Cinna. Sertorius tuyên bố theo Cinna và phe Populares. Mặc dù ông đã có một đánh giá không tốt bởi Marius,ông tán thành việc quay trở về của Marius vì hiểu rằng Marius trở về theo lời đề nghị của Cinna chứ không không phải là của riêng mình. Sau khi Octavius giao lại Rome cho các lực lượng của Marius, Cinna, và Sertorius vào năm 87TCN, Sertorius bỏ phiếu trắng trong việc trục xuất người đồng nghiệp đang chỉ huy quân đội của mình. Sertorius đã đi xa như vậy để khiển trách Marius.

## Thống đốc Hispania
Ngày trở về của Sulla từ Đông vào năm 83 TCN, và sau sự sụp đổ tiếp theo của lực lượng bình dân, Sertorius rút lui tới Hispania như là thống đốc của một tỉnh, đại diện cho tầng lớp bình dân. Các quan chức La Mã ở Hispania đã không công nhận quyền của ông, nhưng Sertorius giả vờ như ông đã có một đội quân. Sertorius tìm cách chiếm giữ Hispania bằng việc gửi một đội quân, dưới quyền Julius Salinator, để ngăn chặn các con đường tới Pyrenees, tuy nhiên, lực lượng của Sulla, dưới sự chỉ huy của Gaius Annius, đã phá vỡ điều này sau khi Salinator đã bị giết bởi sự phản bội.
Phải tìm đường rút về Bắc Phi, ông đã tiến hành một chiến dịch ở Mauretania, ở đó ông đánh bại một trong những tướng lĩnh của Sulla và chiếm Tingis (Tangier).

## Chiến tranh Sertorian
Thành công tại Bắc Phi đã mang lại cho ông danh tiếng và sự ngưỡng mộ của nhân dân Hispania, đặc biệt là của người Lusitanians ở phía tây (Bồ Đào Nha ngày nay), những người mà các tướng lĩnh La Mã và thống đốc theo phe Sulla đã cướp bóc và áp bức nặng nề. Người Lusitanians sau đó chấp nhận Sertorius trở thành người lãnh đạo của mình của mình, và khi đến với vùng đất của họ, đưa theo lực lượng bổ sung từ châu Phi, ông giữ quyền hành tối cao và bắt đầu xâm chiếm các vùng lãnh thổ lân cận.